# Phylis Smith
Phylis Smith (Reino Unido, 28 de diciembre de 1963) fue una atleta británica, especializada en la prueba de 4x400 m en la que llegó a ser medallista de bronce mundial en 1993.

## Carrera deportiva
En el Mundial de Stuttgart 1993 ganó la medalla de bronce en los relevos 4x400 metros, con un tiempo de 3:23.41 segundos, llegando a la meta tras Estados Unidos y Rusia, siendo sus compañeras de equipo: Linda Keough, Tracy Goddard y Sally Gunnell.